# Belding
Pour les articles homonymes, voir Belding.
Belding est une cité du comté de Ionia, dans l'État du Michigan, aux États-Unis.
Sa population était de 5 757 habitants au recensement de 2010.
Elle se trouve entièrement incluse dans le township d'Otisco.